# Camilla Hammarström
Camilla Hammarström, född 15 mars 1964, är en svensk författare och kulturskribent.
Camilla Hammarström har studerat bildkonst på Kungliga Konstakademin i Köpenhamn. Camilla Hammarström debuterade 1990 med diktsamlingen Ur överföringen. Hon har även utgivit en monografi om Karin Boye, översatt Rainer Maria Rilkes Duinoelegier till svenska (2010) och är verksam som kritiker på Aftonbladets kultursida. 
Utmärkelser som särskilt kan nämnas är Karin Boyes litterära pris 2002 och Kallebergerstipendiet från Svenska Akademien 2022.
Camilla Hammarström är gift med författaren och läkaren Sam Ghazi.

## Priser och utmärkelser
- 1995 – Byggnads Kulturstipendium
- 1998 – Svenska Akademiens stipendium ur Stina och Erik Lundbergs stiftelse
- 2000 – Sigtunastiftelsens författarstipendium
- 2002 – Karin Boyes litterära pris
- 2009 – Samfundet De Nios pris om 25 000 kr
- 2020 – Extra vårbelöning från Samfundet De Nio om 25 000 kr
- 2020 – Belöning om 100 000 kr för romanen Hälsningar från solen ur Albert Bonniers Stipendiefond
- 2022 – Kallebergerstipendiet om 60 000 kr av Svenska Akademien
- 2023 – Belöning från Österrikes förbundsministerium (Bundesministerium) för väl utförda översättningar från tyska språket